# Dion O'Cuinneagain
Pas d'image ? Cliquez ici

a Compétitions nationales et continentales officielles uniquement.

b Matchs officiels uniquement.
Dernière mise à jour le 27 juin 2016.
 Dion O'Cuinneagain, est né le 24 mai 1972 à Le Cap, (Afrique du Sud). C’est un ancien joueur de rugby à XV qui a évolué avec l'équipe d'Irlande au poste de troisième ligne (1,93 m et 102 kg). Il fut capitaine de l'équipe d'Irlande pendant la coupe du monde 1999.

## Carrière

### En club
- 1999-2000 : Ulster
- 2000-2001 : Munster

Il a joué en Celtic League et en coupe d'Europe (6 matchs).

### En équipe nationale
Il est international sud-africain de rugby à sept, avec qui il dispute notamment le tournoi de Hong Kong,.
Il a disputé son premier test match, le 13 juin 1998 contre l'équipe d'Afrique du Sud. 
O'Cuinneagain a disputé la coupe du monde 1999 en tant que capitaine.

## Palmarès
- 19 sélections dont sept fois en tant que capitaine
- Sélections par années : 5 en 1998, 12 en 1999, 2 en 2000
- Tournois des cinq/six nations disputés: 1999, 2000